# 권혁수 (배우)
권혁수(權赫洙, 1986년 5월 6일 ~ )는 대한민국의 배우이다. 2012년 SNL 코리아로 정식 데뷔하였고
서울예술대학교 연극과 05학번이며 연극과 수석이었다.
그의 대표작에는 라이브 코미디 쇼 SNL 코리아가 있으며, 2016년 SNL 더빙극장 호박고구마로 이름을 널리 알렸다.

## 학력
- 부평고등학교 (졸업)
- 서울예술대학 연극과 전문학사 (졸업)

## 출연 작품

### 영화
- 단편 영화 2012년 《방관자들》 - 학교폭력 가해자 역
- 단편 영화 2012년 《보통의 존재》 - 세윤 역
- 단편 영화 2012년 《영웅을 위한 나라는 없다》 - 강건마 역
- 2014년 《나의 사랑 나의 신부》 - 족발집 배달원 역

### 드라마
- 2015년 웹드라마 《먹는 존재》 - 이훈중 역 (3화 특별출연)
- 2015년 웹드라마 《0시의 그녀》 - 이별남 역 (7화 특별출연)
- 2015년 웹드라마 《연금술사》 - 권혁수 기자 역 (1화 특별출연)
- 2015년 tvN 월화드라마 《식샤를 합시다 시즌 2》 - 텐트남 역 (13화 특별출연)
- 2015년 tvN 금요드라마 《초인시대》 - (1화 특별출연)
- 2016년 MBC every1 《웹툰히어로 툰드라쇼 시즌 2 - 조선왕조실톡 시즌2》 - 고정출연
- 2016년 MBC 수목드라마 《운빨로맨스》 - 조윤발 역
- 2016년 tvN 금토드라마 《디어 마이 프렌즈》 - 요양사 역 (16화 특별출연)
- 2016년 tvN 월화드라마 《싸우자 귀신아》 - 의뢰인 역 (16화 출연 특별출연)
- 2016년 tvN 월화드라마 《막돼먹은 영애씨 시즌 15》 - 작업남 역 (6화 특별출연)
- 2017년 MBC 수목드라마 《미씽나인》 - 조성국 역
- 2017년 JTBC 금토드라마 《힘쎈여자 도봉순》 - 니자무띤 (조달봉) 역 (12화 ~ 14화 특별출연)
- 2017년 tvN 월화드라마 《써클: 이어진 두 세계》 - 오형사 역
- 2018년 MBC 수목드라마 《이리와 안아줘》 - 김종현 역
- 2018년 SBS 월화드라마 《서른이지만 열일곱입니다》 박대표 역
- 2018년 iHQ DRAMA 수목드라마 《마성의 기쁨》 - 길병태 역 (특별출연)
- 2018년 KBS2 단막극 《KBS 드라마 스페셜 - 미스김의 미스터리》 - 미스터리 역
- 2019년 JTBC 월화드라마 《꽃파당: 조선혼담공작소》 - 초간택 심사하러 온 내시 역 (13회 특별출연)
- 2021년 웹드라마 《리플레이 : 다시 시작되는 순간》 - 이인호 역
- 2025년 SBS 수요드라마 《사계의 봄》 -  학보사 선배 역 (8회, 특별출연)

### 방송
- 《SNL KOREA 2》/ 고정출연
- 《SNL KOREA 3》/ 고정출연
- 《SNL KOREA 4》/ 고정출연
- 《SNL KOREA 5》/ 고정출연
- 《SNL KOREA 6》/ 고정출연
- 《SNL KOREA 7》/ 고정출연
- 《SNL KOREA 8》/ 고정출연
- 《SNL KOREA 9》/ 고정출연
- 《SNL 코리아 리부트 시즌1》/ 고정출연
- 《SNL 코리아 리부트 시즌2》/ 고정출연
- 《SNL 코리아 리부트 시즌3》/ 고정출연
- 《SNL 코리아 리부트 시즌4》/ 고정출연
- 《SNL 코리아 리부트 시즌5》/ 고정출연
- 《원나잇 푸드트립 : 먹방레이스》/ 1~5화 출연
- 《줄을 서시오》/ 추석특집, 고정출연
- 《공조7》/ 고정출연
- 《꽃미남 분식집》/ 고정출연
- 《내 귀의 캔디 시즌 2》/ 2화 출연
- 《트릭&트루》/ 추석특집, 정규편성 된 후 1화 출연
- 《노래싸움 - 승부》/ 추석특집, 정규편성 된 후 6화 출연
- 《골든 탬버린》/ 2화 출연
- 《한밤의 tv 연예》/ 522화 ~ 547화 출연
- 《그대와 하이킹 시즌 3》
- 《MBC 특별생방송 2013년 귀농귀촌 페스티벌》 / 특별 생방송
- 《SBS 2017년 대통령 선거 투표방송》/ 선거 특별 방송
- 《SBS 2016년 리우 올림픽 올빼미》/ 선거 특별 영상, 고정출연
- 《차트를 달리는 남자》/ 1화~8화 출연
- 《olleh tv 미드극장》/ 고정출연
- 《1thek 대기실 옆 오락실》/ 하이라이트, 아스트로, 마마무, 세븐틴, 더보이즈 편 출연
- 《엄마가 보고있다》/ 7화 출연
- 《비디오스타》/ 31화 출연
- 《배틀트립》/ 70화~72화 출연
- 《헌집줄게 새집다오 시즌2》/ 3화 출연
- 《수요미식회》/ 87화, 158화 출연
- 《인간탐구 스토리 와일드 썰》/ 29화 출연
- 《냉장고를 부탁해》/ 144화, 145화 출연
- 《나 혼자 산다》/ 195화, 204화 출연
- 《대국민 토크쇼 안녕하세요》/ 251화, 282화 출연
- 《런닝맨》/ 310화 출연
- 《1대 100》/ 492화 출연
- 《라디오스타》/ 489화, 579화 출연
- 《현장토크쇼 TAXI》/ 437화 출연
- 《SBS 스페셜》/ 448화, 503화 출연
- 《섹션TV 연예통신》/ 860화 출연
- 《더 지니어스: 그랜드 파이널》/ 11화 출연
- 《2016 MAMA》/ best ost 부분 시상
- 《마이 리틀 텔레비전》/ 61화 출연
- 《8시에 만나》/ 1화 출연
- 《오늘뭐먹지》/ 200화 출연
- 《김생민의 영수증》/ (정규편성) 2화, 14화 출연
- 《2017 MBC 연예대상》 / 쇼 시트콤 부분 신인상 시상
- 《미스터리 음악쇼 복면가왕》/ 133화, 134화 출연 (아이 러브 미 무적의 솔로부대 - 2라운드 진출)
- 《미스터리 음악쇼 복면가왕》/ 137화, 138화 출연 (연예인 판정단)
- 《치킨의 제왕》/ 고정출연
- 《토크몬》/ 1화, 2화 출연
- 《너에게 나를 보낸다》 / 10화, 12화 출연
- 《미스터리 퀴즈쇼 문제는 없다》 / 설특집
- 《문제적 남자》 / 151화 출연
- 《대화가 필요한 개냥》 / 15화 출연
- 《전설의 볼링》 / 고정출연
- 《너의 목소리가 보여 5》 / 5화 출연
- 《글로벌 영업팀 히트맨》 / 고정출연
- 《송지효의 뷰티풀 라이프》 / 고정출연
- 《슈퍼맨이 돌아왔다》 / 220화 출연
- 《충재 화실》 / 3화 출연
- 《음담패썰》 / 고정출연
- 《맨 vs 차일드 코리아》 / 8화
- 《동네 앨범》
- 《아내의 맛》 / 13화
- 《인간이 왜그래》 / 고정출연
- 《하나의 목소리 전쟁 '300' 》
- 《잼라이브 퀴즈방》
- 《개는 훌륭하다》16회 / 게스트
- 《한식대첩-고수외전》 / 고정출연
- 《어쩌다 행동과학 연구소》
- 《최신유행 프로그램》 / 고정출연
- 《아찔한 사돈연습》 / 고정출연
- 《어쩌다 어른》 / 154화 출연
- 《더 꼰대 라이브》 / 5화 출연
- 《해피투게더 4》 / 564화 출연
- SBS 《설날 특집 요즘 가족 -조카면 족하다?》
- 《도시어부》 / 76화 출연
- SBS 플러스 《렌트채널 님은 부재중-여정을떠난 여정팀》
- 《최신유행 프로그램 2》 / 고정출연
- OLIVE 《치킨로드》/ 고정출연
- MBC 《황금어장 라디오스타》/ 게스트
- MBC 《심야괴담회》/ 74회,94회 게스트
- KBS2 《연중플러스》/ 119회 게스트
- JTBC 《아는형님》/373회,374회 게스트
- MBC 《구해줘! 홈즈》/ 205회,210회,215회 게스트
- tvN 《놀라운 토요일》/289회 게스트

### 라디오
- 《박명수의 라디오쇼》
- 《박지윤의 가요광장》
- 《배성재의 텐》
- 《슈퍼주니어의 키스 더 라디오》
- 《김흥국 봉대만의 털어야 산다》
- 《2시 탈출 컬투쇼》
- 《남태현의 11씨밤》
- 《정오의 희망곡》
- 《귀르가즘》
- 《안영미, 최욱의 에헤 라디오》
- 《이국주의 영스트리트》

### 홍보대사
- 《국제구호개발 NGO 굿피플》 나눔대사[1]

### 광고
- 《랭킹닭컴》
- 《베스킨라빈스-8콘》
- 《영웅의 군단-리버스 업데이트》
- 《영웅의 군단-에볼루션 업데이트》
- 《카스(cass)》
- 《오레오 오즈》
- 《던전 엔 파이터-여프리스트 업데이트》
- 《라네즈 옴므》
- 《롯데카드-로카랩》
- 《굽네치킨-볼케이노》
- 《2017년 한화 불꽃축제》
- 《CGV '지오스톰' 4DX》
- 《패션선생》
- 《리더스 코스메틱-마네킹 첼린지》
- 《KGC 인삼공사-정관장 에브리타임》
- 《로드모바일》
- 《(영화)공조》
- 《리더스 코스메틱- 코코넛 팩》
- 《옥션 한입 고구마, 알감자》
- 《빙그레 바나나맛우유-토닥토닥 캠페인》
- 《세븐피엠(seven pm)》
- 《렛츠런파크-한국 마사회 브랜드 캠페인》
- 《SK텔레콤-T전화》
- 《가평 AK 수상레저》
- 《청년정책》
- 《방위 산업청》
- 《evan chris》
- 《nikon 카메라》
- 《해커스 톡》
- 《tvN : 즐거움엔 끝이 없다 tvN 》
- 《경찰청-3대 반칙 예방》
- 《11번가-Thank's 페스티벌》
- 《LG 게이밍 모니터》
- 《프리메라-미라클 씨드 에센스》
- 《서든어택-오진혜택 이벤트》
- 《호텔 트리바고》
- 《갈아만든 배》
- 《콘푸로스트》
- 《OK! SK (함께편)》
- 《메디큐브》

## 수상 및 후보
| 연도 | 시상식                 | 부문        | 작품       | 결과 |
| ---- | ---------------------- | ----------- | ---------- | ---- |
| 2017 | 제1회 TVN 10 어워즈    | 남자 노예상 | SNL 코리아 | 수상 |
| 2017 | MTN 방송 광고 페스티벌 | 신인 스타상 | 빈칸       | 수상 |
| 2018 | 제54회 백상예술대상    | 남자 예능상 | SNL 코리아 | 후보 |